# كينيث باركر (لاعب كريكت)
كينيث باركر (27 أكتوبر 1877 - 6 أغسطس 1938) (بالإنجليزية: Kenneth Barker)‏ هو لاعب كريكت بريطاني.